# Погорєлово (Торжоцький район)
Погорєлово (рос. Погорелово) — присілок в Торжоцькому районі Тверської області Російської Федерації.
Населення становить 113 осіб. Входить до складу муніципального утворення Мирновське сільське поселення.

## Історія
Від 2005 року входить до складу муніципального утворення Мирновське сільське поселення.

## Населення
| 1996 | 2002 | 2008 | 2010 |
| ---- | ---- | ---- | ---- |
| 75   | ↗91  | ↗115 | ↘113 |